# Glodianus pallidiceps
Glodianus pallidiceps là một loài tò vò trong họ Ichneumonidae.